# スキャンティー

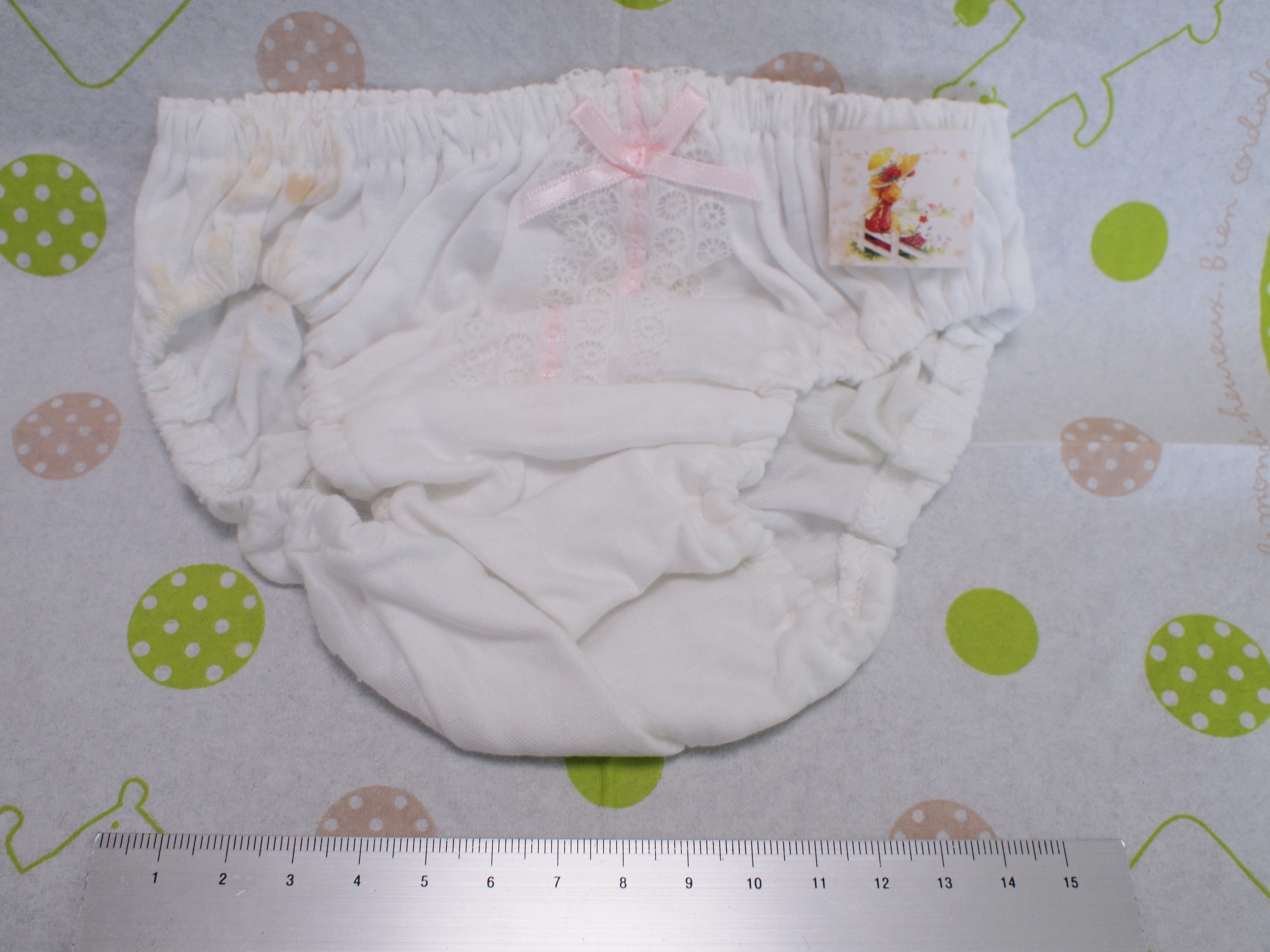
日本の70年代から80年代の女子中高生のほとんどが、このようなインゴムのスキャンティを身につけていた。平均的なMサイズのスキャンティは平面に置くと横幅は15センチほどである。

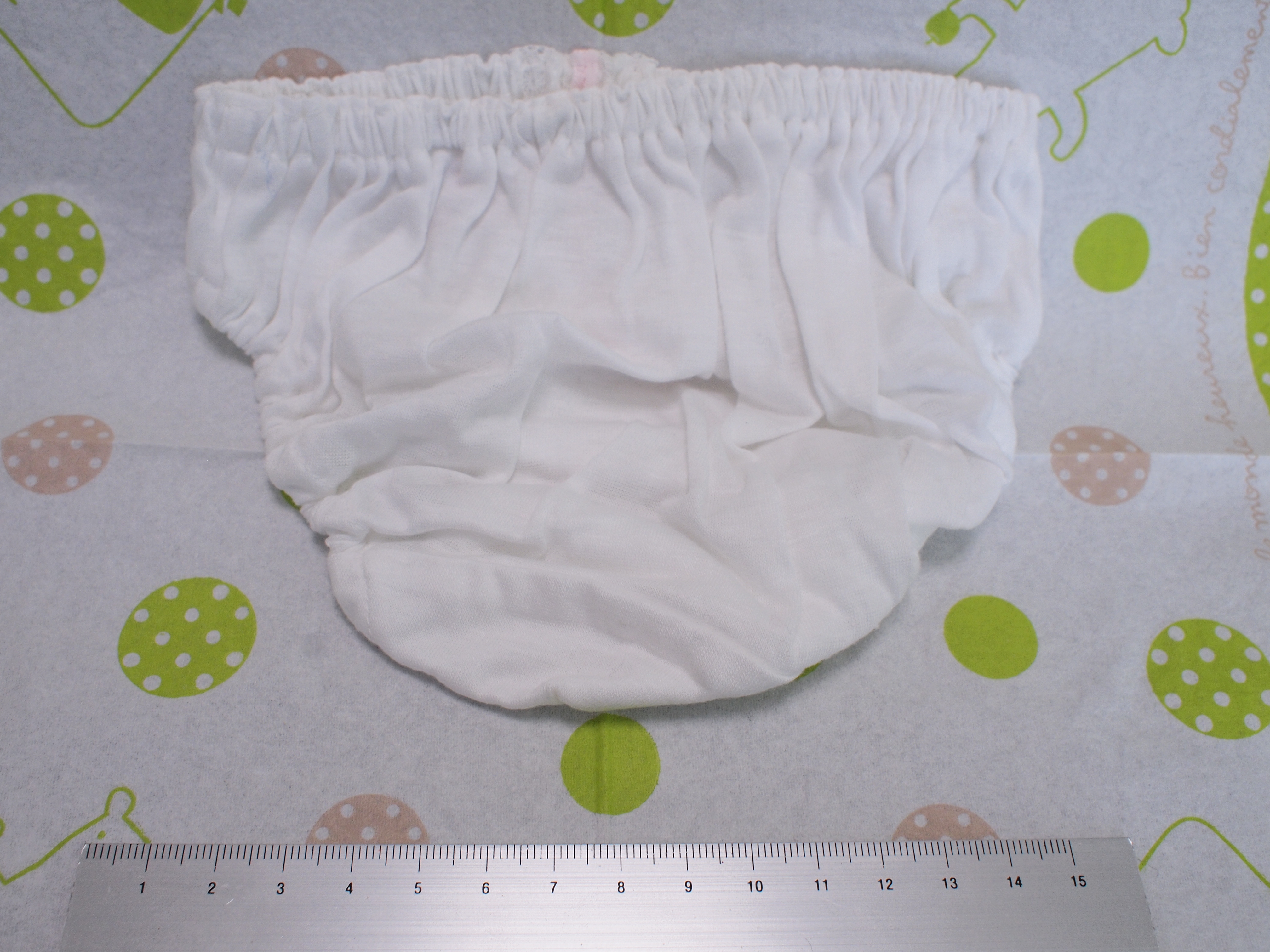
ローライズカットなので履くとおしりの半分がはみ出た状態になる。

スキャンティー（scanty）は、きわめて丈の短いパンティーの事を指す。ショーツよりさらに布地の面積の小さい下着のこと。履きこみの浅いタイプ、つまりスーパーローライズで、紐状に脇の布が細いものがスキャンティー。これは和製英語で、scantyとは、「乏しい」「足りない」という意味の英単語。「スキャンティ」とも言う。
『生活文化史(4)』によると、スキャンティは、スキャンダルにパンティーを合わせた造語であるとして、 「スキャンティとは、スキャンダルを起こすような、あるいはおこさせないような精神的姦通、肉体的姦通を暗示するようなよろめきパンティである。(鴨居羊子 1958)」という定義を指摘しているが、これは当時のマスコミによる後付けの解釈と否定されている。

## 概要
デザイナーで画家の鴨居羊子が1955年に自らがデザインした下着に付けた名前である。当時は下着といえば白が主流で残りのほとんどは肌色が常識であり、鮮やかな色のついたものは性産業か一部の好事家以外には敬遠されていたが、発売にあたって「画期的な七色のパンツ」というコピーで宣伝された。1980年代に特に流行し、その当時の若い女性は誰でも普通にはいていた。
普通のコットンショーツ（M）が、横28cm、縦26cm程度の用寸であるのに対し、スキャンティーショーツ（M）は、横19cm以下、縦16cm以下である。メンズ用もある。現在のショーツは、お尻を包み込むようにデザインされているため、ハイレグタイプでウェストラインが高く、大きな形状になっている。
それに対し、スキャンティーは履き込みが浅いため商品によっては、お尻の割れ目が見えてしまうものもある。サイドの深さも1.5cmから5cmと浅い。現在では、冷え症防止という健康上の理由、お尻の形が悪くなると言う美容上の理由や、パンツ、タイトスカートに下着のラインが映らないようにというオシャレの観点から、深くお尻を包みこむデザインの方がよいと言われているので、スキャンティーは実用向きではなく、どちらかというと見た目重視タイプで、性的なイメージがつきまとっている。
うしろゆびさされ組による「象さんのすきゃんてぃ」という歌がある。決して性的な意味を持つ歌ではなく、可愛らしさ、女心を歌った歌になっている。